# Love's goddess sure was blind
Love's goddess sure was blind (Z331) is een ode van Henry Purcell, die hij in 1692 componeerde ter gelegenheid van de verjaardag van koningin Maria II.
Purcell maakte zes oden voor de verjaardag van Maria; dit werk is het bekendste uit die reeks. Koningin Maria was zeer geliefd: zij bekleedde samen met Willem van Oranje de Engelse troon, nadat de onpopulaire katholiek Jacobus II in de Glorious Revolution van 1689 uit het land was verjaagd. Maria was een liefhebster van de muziek, en Purcell deed duidelijk zijn best, bij haar in de gunst te blijven.
Het werk is relatief bescheiden georkestreerd, met name voor enkele strijkers (violen en viola's) en blokfluiten, met een klavecimbel voor de basso continuo; de voorziene stemmen zijn een alt, een bas en een sopraan. De tekst van het werk is van Sir Charles Sedley.
De ode wordt door een intieme symfonie ingeleid, waarna een lofzang op de schoonheid van de koningin volgt, die de godin der schoonheid blind maakt:
Love's goddess sure was blind this day
Thus to adorn her greatest foe,
And love's artillery betray
To one that would her realm o'erthrow.
De koningin wordt bezongen als zachtaardig en scherp van geest, en de wens wordt uitgedrukt, dat zij 'ons eiland' lang moge regeren. Vervolgens komt een ritornello:
May her blest example chase
Vice in troops out of the land,
Flying from her awful face,
Like trembling ghosts when day's at hand.
Dit is een vreemd stuk uit de ode, waarin de melodie die Purcell op de tekst zette op een basso ostinato geforceerd wordt, die duidelijk herkenbaar is als de Schotse ballade 'Cold and raw the North did blow', van de hand van Thomas D'Urfey. Hieraan is een anekdote verbonden. Toen de koningin op een keer om muziek had gevraagd voor haar amusement, speelde Purcell enkele van zijn werken op het klavecimbel, begeleid door de beroemde bas John Gostling en ene Mevrouw Hunt. Koningin Maria vond Purcells stukken evenwel te gecompliceerd, en ze verzocht Mevrouw Hunt om op de luit 'Cold and Raw' te zingen, tot de onmetelijke ergernis van de componist. Bij wijze van subtiele wraak verwerkte Purcell vervolgens de melodie van deze ietwat vulgaire ballade in de verheven ode die hij in 1692 voor de koningin moest componeren. Dat dit in vergelijking met de rest van de ode een enigszins vreemd effect oplevert, valt in het werk wel te horen, doch hij is erin geslaagd zijn eigen melodie op de baslijn van dit volkse liedje te wringen.
De laatste twee bewegingen gaan over de hoop dat Koningin Maria lang mag leven. Het laatste stuk, in koor gezongen, inspireerde Purcell tot een zeer bewogen, lyrisch einde dat zacht wegsterft:
May she to heaven late return
And choirs of angels there rejoice,
As much as we below shall mourn
Our short, but their eternal choice.
De koningin overleed echter reeds in 1695, enkele maanden vóór Purcell zelf.